# Francisco Luís do Livramento
Francisco Luís do Livramento (Desterro,  — Rio de Janeiro, 15 de agosto de 1844) foi um militar e político brasileiro.
Filho de José Luís do Livramento e de Ana de Jesus.
Foi reformado como sargento-mor da 1ª Companhia do Regimento de Cavalaria de Milícias da Ilha de Santa Catarina (7 de julho de 1820).
Foi um dos membros da Junta governativa catarinense de 1822-1824.
Foi membro do Conselho Geral da Província de Santa Catarina na 1ª legislatura (1824 — 1828).
Foi presidente da Câmara de Vereadores do Desterro, em 1836.
Foi vice-presidente da província de Santa Catarina, assumindo a presidência interinamente por duas vezes: de 22 de abril a 6 de agosto de 1831 e de 28 de maio de 1836 a 24 de janeiro de 1837.
Foi deputado à Assembleia Legislativa Provincial de Santa Catarina na 1ª legislatura (1835 — 1837), na 2ª legislatura (1838 — 1839), na 3ª legislatura (1840 — 1841), e na 4ª legislatura (1842 — 1843), como suplente convocado.
Foi condecorado com o hábito da Ordem de Cristo, em 11 de agosto de 1822, e cavaleiro da Imperial Ordem do Cruzeiro, em 22 de janeiro de 1823.